# Moorslede
Moorslede är en kommun i Belgien.   Den ligger i provinsen Västflandern och regionen Flandern, i den västra delen av landet, 90 km väster om huvudstaden Bryssel. Antalet invånare är 10 833.
Trakten runt Moorslede består till största delen av jordbruksmark. Runt Moorslede är det tätbefolkat, med 591 invånare per kvadratkilometer.